# 千葉胤富
千葉 胤富（ちば たねとみ、たねとむ）は、戦国時代の下総千葉氏の第27代当主。千葉昌胤の次男。其阿弥。外交手腕に秀でた。

## 生涯
父昌胤は須賀山城（現在の千葉県香取郡東庄町)を破却してその側に森山城を築き、胤富をその地に置いた。胤富が森山城にあったとき、自分の妻の菩提を弔う為、芳泰寺を須賀山城址下に建てた。その後、大叔父にあたる神島胤重（伝承では鹿島幹胤とも伝わる）の娘を室に迎えたらしく、彼女が後に千葉直重の入嗣に貢献したと伝えられている。
初めは東総領主・千葉六党東氏一族の海上氏を継いだが、弘治3年（1557年）に弟（または甥）の親胤が家臣の手により殺害されたため、宗家の家督を継いだ。家督を継いでからは、栗飯原入道を森山城に置いた。また室町幕府の奉公衆にならい、千葉一族や重臣などからなる森山衆を新設したといわれる。
永禄3年（1560年）、越後国の上杉謙信が古河公方の足利義氏を攻めたとき、北条氏康の要請を受けて援軍を送った。翌永禄4年（1561年）には里見氏の家臣・正木信茂の侵攻を受けて、臼井城や小弓城を奪われる。同年、上杉謙信が11万の大軍を率いて小田原城を攻めたときは、後北条氏に援軍を派遣した。しかしその後和睦して、鶴岡八幡宮で行われた謙信の関東管領就任式に参列。小山高朝と諸将の首位の座を争い、謙信の仲裁によって胤富が首座となった。
永禄5年（1562年）、後北条氏の支援を受けて正木氏に奪われた臼井城や小弓城を奪還する。臼井城合戦では謙信を撃退。その後は里見氏との交戦が続き、元亀2年（1571年）には小弓城で里見義弘と戦っている。天正7年（1579年）に53歳で死去した。
胤富は後北条氏との関係を深めることで上杉謙信、結城氏や里見氏などの侵攻を撃退。武田信玄、謙信、義氏、佐竹、里見等と合戦して勝利を収め（『千葉大系図』）、千葉宗家の勢力を保った。
佐倉市の海隣寺にある海隣寺中世石塔群の石塔には刻まれた銘文から胤富の菩提を弔ったものも含まれる。また、佐倉市大佐倉の勝胤寺にある勝胤寺中世石塔群は胤富などの菩提を弔ったものである。